# Karl Reuter (Landrat)
Karl Reuter (* 14. Februar 1877 in Ludwigshafen am Rhein; † 16. Januar 1960 in München) war ein deutscher Landrat.

## Leben
Nach dem Abitur am humanistischen Gymnasium Zweibrücken absolvierte Karl Reuter ein Studium der Rechtswissenschaften an der Ludwig-Maximilians-Universität München, der Humboldt-Universität zu Berlin, der Universität Rostock sowie der Friedrich-Alexander-Universität Erlangen-Nürnberg. Seinen Militärdienst leistete er als Einjährig-Freiwilliger und begann nach der ersten juristischen Staatsprüfung mit dem dreijährigen Vorbereitungsdienst, der ihn u. a. zum Landgericht Zweibrücken führte. 1902 legte er das Große juristische Staatsexamen (früher Staatskonkurs) ab und begann seine Laufbahn zunächst als Rechtspraktikant, dann als Regierungsakzessist, bevor er 1906 Bezirksamtsassessor in Germersheim wurde. Reuter musste Kriegsdienst leisten und kam nach seiner Verwundung wieder in die Kommunalverwaltung, wo er am 1. Juni 1921 Bezirksamtsvorstand in Obernburg am Main wurde. Dort wurde er zum Regierungsrat und 1927 zum Oberregierungsrat ernannt.
Nach zehnjähriger Leitung der Verwaltung wechselte er  am 1. Mai 1931 als Bezirksamtsvorstand nach Aschaffenburg. Dieses Amt übte er bis zum 22. März 1938, als er vorzeitig unter Druck von außen in den Ruhestand ging, aus. 
Die amerikanische Militärregierung setzte ihn am 13. Juli 1945 als Landrat in Obernburg ein. Am 13. Juli 1946 wurde er dort zum Landrat gewählt.
1945 trat Reuter in die CSU ein. Über seinen weiteren Lebensweg gibt die Quellenlage keine Aufschlüsse.